# Pseudanodonta complanata
Pseudanodonta complanata е вид мида от семейство Unionidae. Видът е световно застрашен, със статут Уязвим.

## Разпространение
Разпространен е в Австрия, Андора, Беларус, Белгия, Босна и Херцеговина, България, Великобритания, Германия, Грузия, Гърция, Дания, Естония, Испания, Италия, Казахстан, Латвия, Нидерландия, Норвегия, Полша, Португалия, Северна Македония, Русия (Западен Сибир), Словакия, Словения, Сърбия, Турция, Украйна, Унгария, Финландия, Франция, Хърватия, Чехия, Швейцария и Швеция.